# 샤오훙
샤오훙(중국어 정체자: 蕭紅, 간체자: 萧红, 병음: Xiāo Hóng,소홍, 1911년 6월 2일 ~ 1942년 1월 22일)은 중화민국의 소설가이자, 수필가이다.

## 생애
1911년에 헤이룽장성 하얼빈시에서 태어난 샤오훙은 1927년에 고향에 있는 학교에서 수학하였고, 5·4 운동의 영향이 남아있던 속에서 중국의 문학 작품과 타국의 문학 작품을 익혔다. 1933년부터 본격적으로 문학가로서의 삶을 시작하였고, 이 무렵에 중화민국의 소설가이자, 개화 사상가인 루쉰을 만나 그에게 큰 영향을 받았다. 1936년에 일본 도쿄로 유학하였다가, 1938년에 중국으로 돌아와 중국 산시성 시안에 정착하였다. 1940년에 동료 소설가인 돤무훙량과 결혼하면서, 당시에는 영국령이었던 홍콩에 정착하였다. 그러나 이내 중일전쟁의 여파가 홍콩까지 미쳤고, 결국 1942년에 전쟁의 혼란 속에서 홍콩의 세인트스티븐스 여자 중학교에서 사망하였다.

## 샤오훙을 연기한 배우
- 탕웨이 - 2014년 (황금시대) 중화인민공화국 영화

## 우리말 번역
- 이현정 옮김, 《가족이 아닌 사람》, 문학과 지성사, 2022년 3월 19일
- ―, 《생사의 장》, 시공사, 2011년 9월 22일

## 같이 보기
- 루쉰
- 돤무훙량

## 참고
『서울시립대학교 중국어문화학과 위키 萧红』